# Perissus arisanus
Perissus arisanus là một loài bọ cánh cứng trong họ Cerambycidae.